# Tropeço
Tropeço (gelegentlich auch Tropêço) ist eine Ortschaft und Gemeinde in Portugal.

## Geschichte
Die Gemeinde entstand im Verlauf der Reconquista. Eine erste Kirche in Tropeço ist seit 1148 dokumentiert, aus der die heutige Gemeindekirche Igreja de Santa Marinha hervorging. König D. Afonso Henriques machte Tropeço im März 1171 zum Sitz eines frühen Verwaltungsbezirks (Couto), der im 13. Jahrhundert wieder aufgelöst wurde, im Verlauf von Gebietsneuregelungen zwischen dem Kloster Lafões und dem Kloster Paço de Sousa.

## Verwaltung
Tropeço ist eine Gemeinde (Freguesia) im Kreis (Concelho) von Arouca, im Distrikt Aveiro. In ihr leben 1086 Einwohner auf einer Fläche von 18 km² (Stand 19. April 2021).
Folgende Ortschaften liegen in der Gemeinde Tropeço:
| - Aldeia - Alto do Seixo - Amieiro - Arrifana - Bacelo - Barrol - Bouças - Bouços - Cachimónia - Carvalhal - Castanheira - Cavadas | - Cavadinha - Cela - Cimo de Vila - Corujeira - Côto - Cruzeiro - Faldreu - Ferreiros - Ferreiros de Baixo - Figueiredo - Fim de Vila | - Folgosinho - Fontão - Lamas - Lomba - Lomba do Meio - Moinho Velho - Paço - Pedras-Chã - Pena - Póvoa - Quintãs | - Regueiras - Ribeira - Ribeiro - Santa Bárbara - São João - Seixido - Torre - Tropeços - Vale - Vale de Covas - Vale Derradeiro - Vergadelas |  |